# Oxie församling
Oxie församling var en församling i Malmö Södra kontrakt i Lunds stift. Församlingen låg i Malmö kommun i Skåne län och utgjorde ett eget pastorat. Församlingen uppgick 2014 i Fosie församling med mindre delar till Hyllie och Husie församlingar.

## Administrativ historik
Församlingen har medeltida ursprung. År 1983 införlivades Glostorps och Lockarps församlingar.
Församlingen utgjorde tidigt ett eget pastorat och var därefter från omkring 1590 till 1 maj 1924 annexförsamling i pastoratet Bjärshög och Oxie. från 1 maj 1924 till 1962 var församlingen annexförsamling i pastoratet Södra Sallerup, Bjärshög och Oxie som före 1949 även omfattade Husie församling. Från 1962 till 10 mars 1977 var den annexförsamling i pastoratet Bunkeflo, Glostorp, Lockarp och Oxie. Från 10 mars 1977 till 1983 var församlingen moderförsamling i pastoratet Oxie, Bunkeflo, Glostorp och Lockarp för att därefter från 1983 till 2014 utgöra ett eget pastorat. Församlingen uppgick 2014 i Fosie församling med mindre delar till Hyllie och Husie församlingar.

## Kyrkor
- Glostorps kyrka
- Lockarps kyrka
- Oxie kyrka